# 古天祥
古天祥（Carlos Ernesto Koo Ayala，1979年1月28日—），香港模特兒及演員，拉丁混血，在澳門長大，從事模特兒工作超過10年。其樣貌酷似烏拉圭球星路易斯·阿爾貝托·蘇亞雷斯。

## 簡歷
古天祥於澳門長大和讀書，中學在香港愛國學校漢華中學就讀，之後入讀香港樹仁大學。他曾演出逾百個平面和廣告，代表作有2004年的Mabelle珠寶的廣告，2005年大班冰皮月餅廣告及2012年獅威啤酒廣告等。此外、古天祥曾不少參與大型電影與電視劇集的拍攝工作，包括電影《蝙蝠俠》中的粵語保安、《單身男女》中的經理、《2046》的Band仔、澳門電影《奧戈》中的男配角；電影《賭城風雲》中的澳門司警；無綫電視劇《心慌·心郁·逐個捉》的廟祝及《歲月風雲》等。現為拾星堂旗下演員。2019年3月簽TVB合約。
2019年8月與任職醫療集團經理的懷孕圈外女友周琬瑜結婚。

## 演出作品

### 電視劇
| 首播               | 劇名                     | 角色                       |
| 無綫電視           |                          |                            |
| 2004年             | 《心慌·心郁·逐個捉》     | 程子翔                     |
| 2007年             | 《歲月風雲》             |                            |
| 2017年             | 《賭城群英會》           | 練馬師                     |
| 2018年             | 《救妻同學會》           | 魏剛                       |
| 2019年至今         | 《愛·回家之開心速遞》    | Lawson（第615集）          |
| 2019年至今         | 《愛·回家之開心速遞》    | 米星蓮名店老闆（第1049集） |
| 2019年至今         | 《愛·回家之開心速遞》    | 餐廳外籍客人（第1218集）   |
| 2019年至今         | 《愛·回家之開心速遞》    | 龔燁之朋友（第1306集）     |
| 2021年             | 《陀槍師姐2021》         | 文叔                       |
| 2021年             | 《大步走》               | 梅度                       |
| 2021年             | 《愛美麗狂想曲》         | Charles                    |
| 2021年             | 《逆天奇案》             | 僱傭兵                     |
| 2021年             | 《伙記辦大事》           | Cyrus                      |
| 2021年             | 《欺詐劇團》             | 男主角                     |
| 2021年             | 《寶寶大過天》           | 榮                         |
| 2021年             | 《刑偵日記》             | 羅炳俊（EOD拆彈專家）      |
| 2021年             | 《智能愛人》             | Alex Ma                    |
| 2021年             | 《把關者們》             | Lucas                      |
| 2021年             | 《我家無難事》           | CID                        |
| 2021年             | 《拳王》                 | 刑冠一                     |
| 2022年             | 《金宵大廈2》            | 精神病院主任               |
| 2022年             | 《回歸光影頌: 我的驕傲》 | 海關人員                   |
| 2022年             | 《白色強人II》           | Dr. Authur Richmond        |
| 2022年             | 《痞子殿下》             | 湯學望                     |
| 2022年             | 《美麗戰場》             | ICAC探員（第3集）          |
| 2022年             | 《超能使者》             | 阿鬼                       |
| 2022年             | 《輕·功》                | Max                        |
| 2023年             | 《有種好男人》           | 高瑞祥                     |
| 2023年             | 《新四十二章》           | 侍衛                       |
| 2023年             | 《隱形戰隊》             | 阮華碩（大Dee）            |
| 2023年             | 《法言人》               | Mr. Taylor（第16集）       |
| 2023年             | 《破毒強人》             | Mr. Solomon                |
| 2024年             | 《旁觀者》               | Dr.Wong                    |
| 2025年             | 《痞子無間道》           | 管事                       |
| 2025年             | 《刑偵12》               | 導演                       |
| 邵氏兄弟           |                          |                            |
| 2020年             | 《非凡三俠》             | 神秘高手                   |
| 2021年             | 《飛虎之壯志英雄》       | Frank                      |
| 2023年             | 《廉政狙擊》             | 古庭衛                     |
| 2025年             | 《執法者們》             | Donald Au                  |
| HKTV               |                          |                            |
| 2014年             | 《來生不做香港人》       | Roy                        |
| 2015年             | 《我阿媽係黑玫瑰》       | 勞世天                     |
| 2015年             | 《導火新聞線》           | Mark                       |
| 2015年             | 《大眾情性》             | 神之手                     |
| 2015年             | 《驚異世紀》             | Francis Fung               |
| 2015年             | 《歲月樓情》             | 偉（George）               |
| 2015年             | 《末日+5》               | 醫生                       |
| 2015年             | 《夜班》                 | 軍火商                     |
| 2015年             | 《開腦儆探》             | 韋柏綸                     |
| 寰亞傳媒集團及優酷 |                          |                            |
| 2018年             | 《蝕日風暴》             | 阿奇                       |
| 2023年             | 《疊影狙擊》             | 彭卓其                     |

### 電影
| 首播   | 劇名                | 角色             |
| 2004年 | 《2046》            |                  |
| 2008年 | 《蝙蝠俠-黑夜之神》 | 粵語保安         |
| 2009年 | 《奧戈》            |                  |
| 2011年 | 《單身男女》        | 經理             |
| 2013年 | 《不二神探》        |                  |
| 2014年 | 《猛龍特囧》        |                  |
| 2014年 | 《》                | 澳門司警         |
| 2014年 | 《青龍幫的復仇》    |                  |
| 2017年 | 《女士復仇》        |                  |
| 2018年 | 《愛比死更冷》      |                  |
| 2019年 | 《沉默的證人》      |                  |
| 2019年 | 《迷局伏香》        |                  |
| 微電影 |                     |                  |
| 2013年 | 《王家慧》          |                  |
| 2014年 | 《爭仔愛作戰》      |                  |
| 2014年 | 《RUN》             |                  |
| 2023年 | 《無間一戰》        | 約翰尼（Johnny） |

## 外部連結
- 古天祥的新浪微博
- 古天祥在香港影庫上的簡介
- 古天祥的Instagram帳戶